# Heinrich Hart

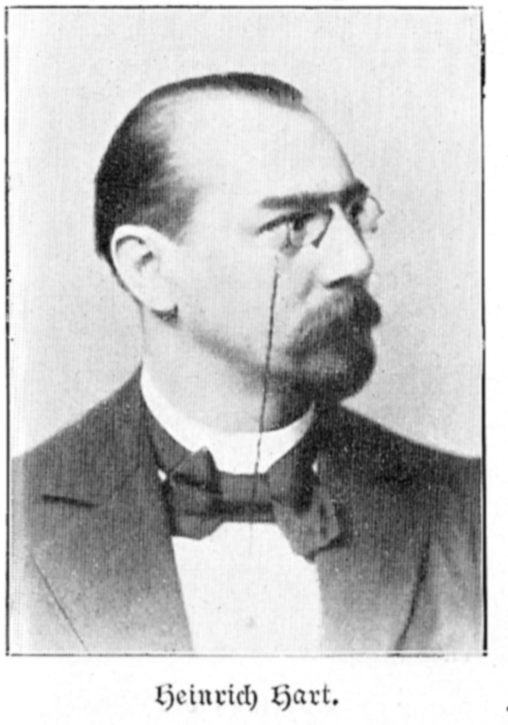
Heinrich Hart

Heinrich Hart (Wesel, 30 dicembre 1855 – Tecklenburg, 11 giugno 1906) è stato uno scrittore tedesco.

## Biografia
Insieme al fratello Julius e ad altri fondò nel 1889 la Freie Bühne e pubblicò nel 1879 i Deutsche Monatsblätter.
Critico del classicismo, insieme al fratello importò in Germania il naturalismo, anche se prese le distanze da alcuni aspetti del movimento, quali gli estremismi ideologici e l'impronta materialista.
Nel 1900 partecipò insieme a Julius alla fondazione dell'associazione religiosa Die neue Gemeinschaft ed evidenziò ideali repubblicani ed umanitari.
Assieme a Julius fondò numerose riviste, tra le quali la Kritische Waffengänge (1882-1886), che riunirono intellettuali e scrittori importanti come il poeta e drammaturgo Otto Erich Hartleben. Attraverso questi giornali, i fratelli Hart polemizzarono con le tendenze letterarie dei loro contemporanei, e cercarono di innovare i gusti intellettuali del loro Paese liberandoli dall'influenza francese.
La sua più importante opera autonoma fu il poema Das Lied der Menschheit (Il canto dell'umanità, 1906) in 4 volumi.